# Archigram
Archigram (von Architecture und telegram) war eine Gruppe von britischen Architekten, die von 1960 bis 1974 ihre Entwürfe von der Wohnkapsel bis zur „Living City“ in der gleichnamigen Zeitschrift veröffentlichten. Zu Archigram gehörten Peter Cook, Warren Chalk, Dennis Crompton, David Greene, Ron Herron und Michael Webb. Archigram verkörperte eine Strömung der utopischen Avantgarde-Architektur der 1960er Jahre in den westlichen Ländern. Die Gruppe übte ihren Einfluss nicht aufgrund realer Bauten, sondern durch die Veröffentlichung der gezeichneten Entwürfe aus.

## Entstehung
Zu Beginn der 1960er Jahre finden David Greene, Peter Cook und Michael Webb aus einem gemeinsamen Gefühl der Frustration über die konservativen Auffassungen des britischen Architektur-Establishments zusammen. Sie halten die Zeit reif für ein Umdenken. Um sich mit ihren Ideen Gehör zu verschaffen, geben sie 1961 die erste Ausgabe ihres Magazins Archigram heraus. Zeichnungen utopischer Stadtentwürfe werden vermengt mit Comic-Handlungen und poetischen Gedichten.
Auszug eines Gedichtes von David Greene: „You can roll out steel – any length. You can blow up a balloon – any size. You can mould plastic – any shape. Blokes that built the Forth Bridge – they didn’t worry.“
300 Exemplare werden auf jeweils einem großformatigen Blatt preiswerten Papiers gedruckt und zu neun Pence das Stück verkauft. Die Leser sind vor allem Architekturstudenten und junge Absolventen. Etablierte Architekten halten das Magazin für eine unbedeutende Studentenarbeit. Peter Cook sagt heute: „Everybody thought it would die a natural death.“ („Jeder glaubte, es würde eines natürlichen Todes sterben.“)
Im darauffolgenden Jahr wird eine zweite umfangreichere Ausgabe gedruckt. Sie umfasst mehrere geheftete Seiten und enthält Entwürfe, Ideen und Gedanken weiterer junger Architekten, unter anderem des Trios aus Warren Chalk, Dennis Crompton und Ron Herron, die zusammen beim London County Council arbeiten und durch Erfolge bei Wettbewerben auf sich aufmerksam gemacht hatten. Wenig später werden David Greene, Peter Cook, Michael Webb und ihre neuen Kameraden Warren Chalk, Dennis Crompton und Ron Herron eingeladen, ihre Arbeiten und Entwürfe am Institut für Contemporary Arts in London auszustellen. Sie nutzen die Ausstellung, um ihre Auffassung von einer Stadt als lebendigem Organismus, der mehr sei als eine Ansammlung von Gebäuden, zu inszenieren und geben ihr das Thema Living City. Bei der Eröffnung 1963 wird der Architekturkritiker Reyner Banham auf die Archigram-Architekten aufmerksam, bezeichnet sie als Pioniere einer neuen Poparchitektur und schafft somit die Voraussetzungen für eine internationale Beachtung des Magazins Archigram und ihrer Herausgeber.

## Mitglieder
Archigram bestand aus sechs sehr unterschiedlichen Charakteren, die jeweils aus verschiedenen Interessen heraus ihre Ideen, Visionen und Utopien entwickelten und individuelle Ausdrucksformen fanden, diese darzustellen und zu publizieren. Während David Greene der Poet der Gruppe war, der seine Gedanken zur Zukunft der Architektur in Aufsätze und Verse fasste, bevorzugte Peter Cook dreidimensionale Architekturzeichnungen und die Stilmittel des Comics. Er bestimmte auch zum größten Teil die Kommunikation der Gruppe nach außen. Warren Chalk, Zweifler und Pessimist, und Ron Herron, Beobachter und unerschütterlicher Optimist, arbeiteten gemeinsam in großformatigen bunten Zeichnungen und Collagen. Michael Webb baute bevorzugt futuristische Modelle und inszenierte Experimente mit Hüllen, Röhren oder Ballons. Der techniküberzeugte Dennis Crompton erstellte vor allem wissenschaftlich anmutende Zeichnungen und Texte, denen man seine Begeisterung für Science Fiction und Raumfahrt ansah.

## Projekte

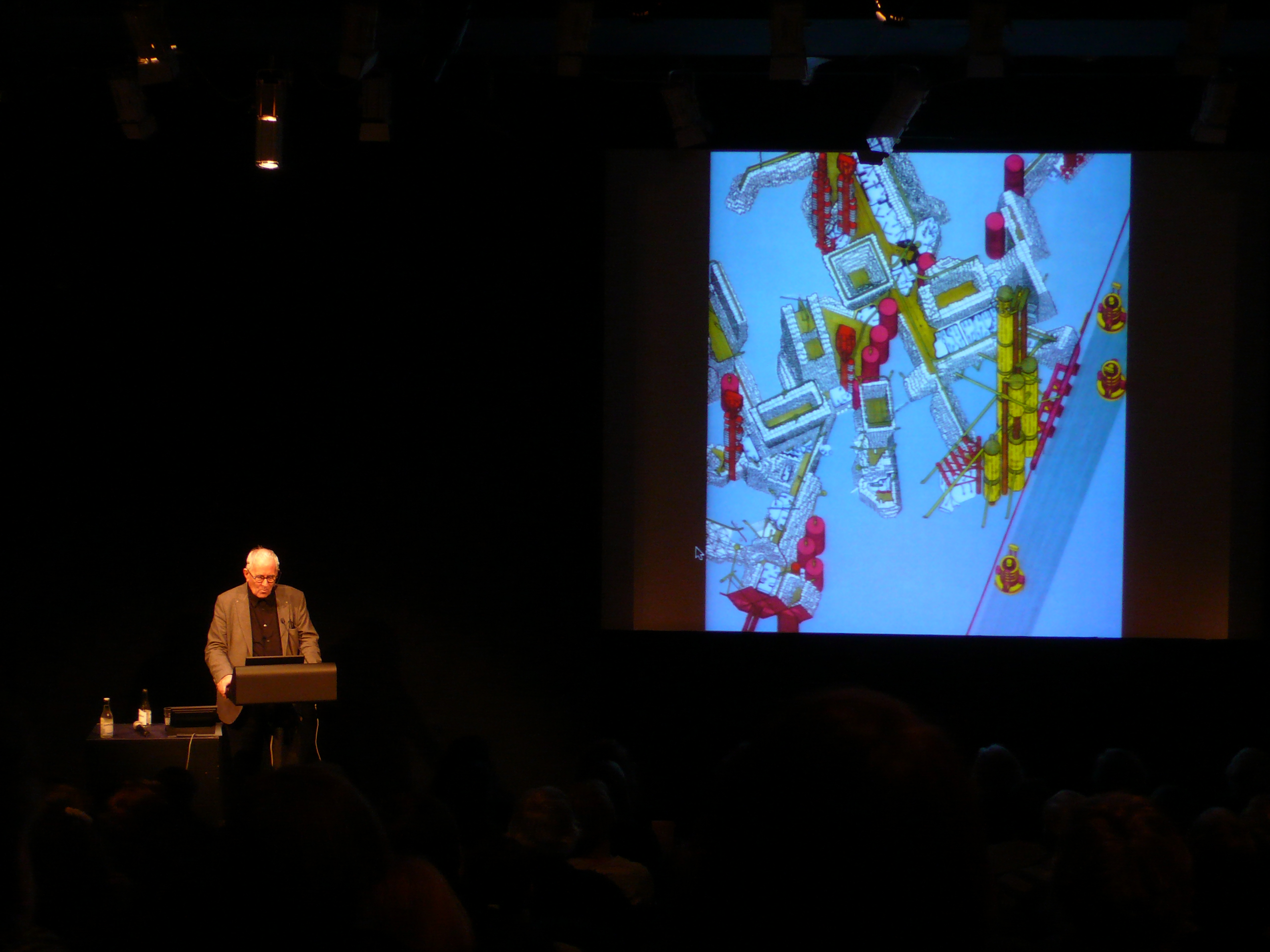
Peter Cook präsentiert Archigrams Projekt der „Plug-in City“

Es gelang der Gruppe jedoch nicht, eine fundierte gesellschaftskritische Meinung einzunehmen. Ganz im Gegenteil entwickelten sie einen unbeschränkten Technologie-Optimismus verbunden mit einer undistanzierten Medienfaszination. Inspiriert von der damaligen Raumfahrt spielte die Kapsel eine zentrale Rolle. In allen Entwürfen wird die Wohnkapsel das ideale mobile Element, das an großformatige stationäre Trägersysteme, den sogenannten Plug-in-Cities, angedockt werden kann. Die von Peter Cook damit beabsichtigte globale Mobilisierung der Bevölkerung konnte mit Ron Herrons Entwurf einer Walking City noch einmal überboten werden, weil sich die Mobilität der einzelnen Einsteck-Kapsel hier auf die gesamte Stadt überträgt und dadurch eine völlige Veränderung der besiedelten Erdoberfläche evoziert. Alle Kritik, die sich solche Utopien gefallen lassen müssen, sollte dennoch nicht dazu führen, denjenigen allein das Feld der Architektur zu überlassen, die die Stadt der Zukunft als Resultat reiner Effizienzberechnungen von Investoren betrachten, so das Resümee dieser Zeit.
Im Jahr 1972 waren Archigram mit dem utopischen Entwurf The Orchard Place (1972) Teilnehmer der Documenta 5 in Kassel in der Abteilung Parallele Bildwelten: Utopie und Planung.
- Plug-in-City, Living Pod und Instant City Airship (Peter Cook 1964–66)
- Walking City und Instant City (Ron Herron 1964–70)
- Trickling Towers und Layer City (Peter Cook 1978–82)
- Wohnkapsel Peanut und Hochhaus Coexistence (Future Systems 1984)